# Conselho do Mercado Comum
O Conselho do Mercado Comum (CMC) é o órgão supremo do Mercado Comum do Sul (Mercosul) com a função de condução política do processo de integração regional. O CMC é formado pelo Ministros de Relações Exteriores e de Economia dos Estados-Parte, que se pronunciam através de Decisões. Portanto, o integram dez membros, dois por cada país. Nas reuniões do Conselho participava também o Presidente da Comissão de Representantes Permanentes do Mercosul (CRPM). O CMC pode também convidar a outros funcionários ministeriais a participar das reuniões. O Conselho tem um presidente, que deve rodar entre os estados cada seis meses seguindo em ordem alfabética.
O CMC foi criado pelo Tratado de Assunção (artigos 9 a 11), mas adotou a sua atual estrutura e funções através do Protocolo de Ouro Preto (artigos 1 a 8).
O Conselho deve reunir-se ao menos uma vez a cada seis meses. Existe estabelecida como uma prática a reunião do CMC em Julho e Dezembro de cada ano. As decisões, como todas as decisões que se tomam no Mercosul, devem ser realizadas por consenso de todos os países membros (art. 37 do Protocolo de Ouro Preto).

## Competência

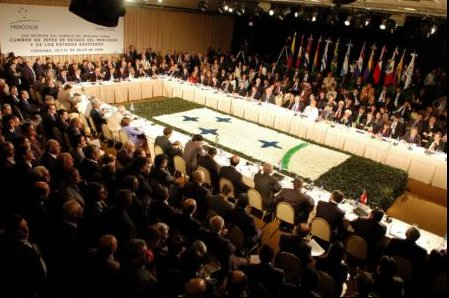
Reunião do Mercosul, 2006.

O CMC é o órgão político do Mercosul, responsável de alcançar e constituir o mercado comum nos prazos contemplados sendo também responsável pelas eleições do Presidente da Comissão de Representantes Permanentes do Mercosul (CRPM).
É também um dos três órgãos decisórios do Mercosul (os outros dois são o Grupo Mercado Comum e a Comissão de Comércio do Mercosul). Suas normas se denominam Decisões e são de aplicação obrigatória nos países membros. Como todas as normas que se estabelecem no Mercosul, as decisões devem ser realizadas por consenso de todos os países membros (art. 37 do Protocolo de Ouro Preto).
O CMC pode, e o faz habitualmente, convocar reuniões de ministros do Mercosul, para tratar temas importantes de cada área e eventualmente produzir recomendações diretas à CMC, que eventualmente podem ser aprovadas como Decisões.
O Conselho pode criar novos órgãos auxiliares do Mercosul (Protocolo de Ouro Preto, art. 1, parágrafo único). Em uso dessa função foi criada a Comissão de Representantes Permanentes do Mercosul, a Comissão Sociolaboral, o Observatório Laboral, entre outros.